# Peyrun
Peyrun ist eine französische Gemeinde mit 104 Einwohnern (Stand 1. Januar 2022) im Département Hautes-Pyrénées in der Region Okzitanien (vor 2016: Midi-Pyrénées). Sie gehört zum Arrondissement Tarbes und zum Kanton Val d’Adour-Rustan-Madiranais.
Die Einwohner werden Peyrunais und Peyrunaises genannt.

## Geographie
Peyrun liegt circa 14 Kilometer nordöstlich von Tarbes in der historischen Grafschaft Bigorre im Norden des Départements. Der Fluss Estéous markiert die westliche Gemeindegrenze.
Umgeben wird Peyrun von den sieben Nachbargemeinden:
| Lescurry    | Mansan                                      | Saint-Sever-de-Rustan |
| Castéra-Lou | Kompassrose, die auf Nachbargemeinden zeigt | Laméac                |
|             | Bouilh-Péreuilh                             | Jacque                |

## Einwohnerentwicklung

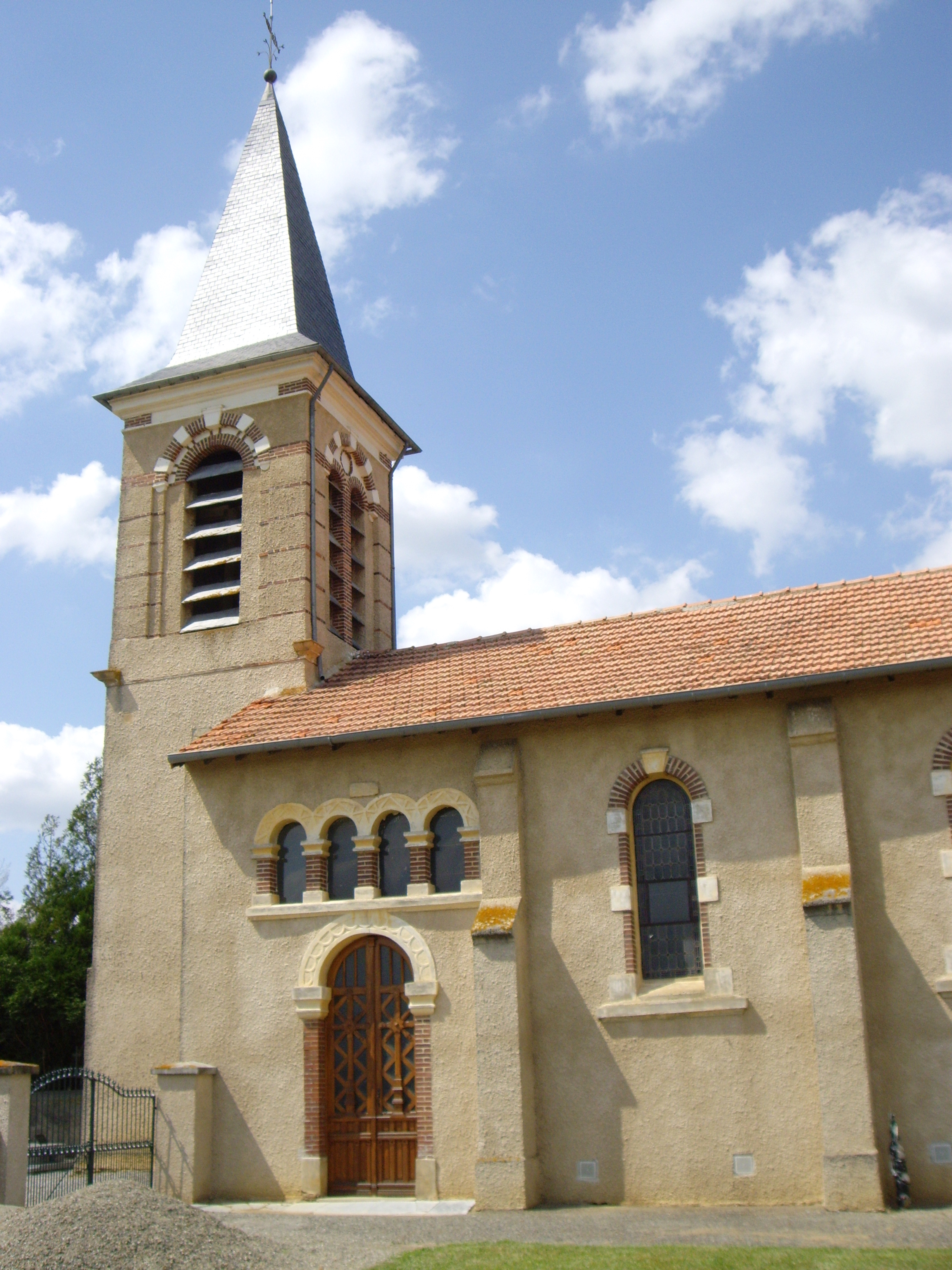
Pfarrkirche Saint-Martin

Nach Beginn der Aufzeichnungen stieg die Einwohnerzahl bis zur Mitte des 19. Jahrhunderts auf einen Höchststand von 260. In der Folgezeit sank die Größe der Gemeinde bei kurzen Erholungsphasen bis zu Beginn des 21. Jahrhunderts auf ihren tiefsten Wert mit rund 80 Einwohnern. Es folgte eine Phase mit moderatem Wachstum, die bis heute anhält.
| Jahr      | 1962 | 1968 | 1975 | 1982 | 1990 | 1999 | 2006 | 2011 | 2022 |
| --------- | ---- | ---- | ---- | ---- | ---- | ---- | ---- | ---- | ---- |
| Einwohner | 117  | 118  | 112  | 104  | 94   | 84   | 81   | 85   | 104  |

## Sehenswürdigkeiten
- Pfarrkirche Saint-Martin

## Wirtschaft und Infrastruktur
Peyrun liegt in den Zonen AOC der Schweinerasse Porc noir de Bigorre und des Schinkens Jambon noir de Bigorre.

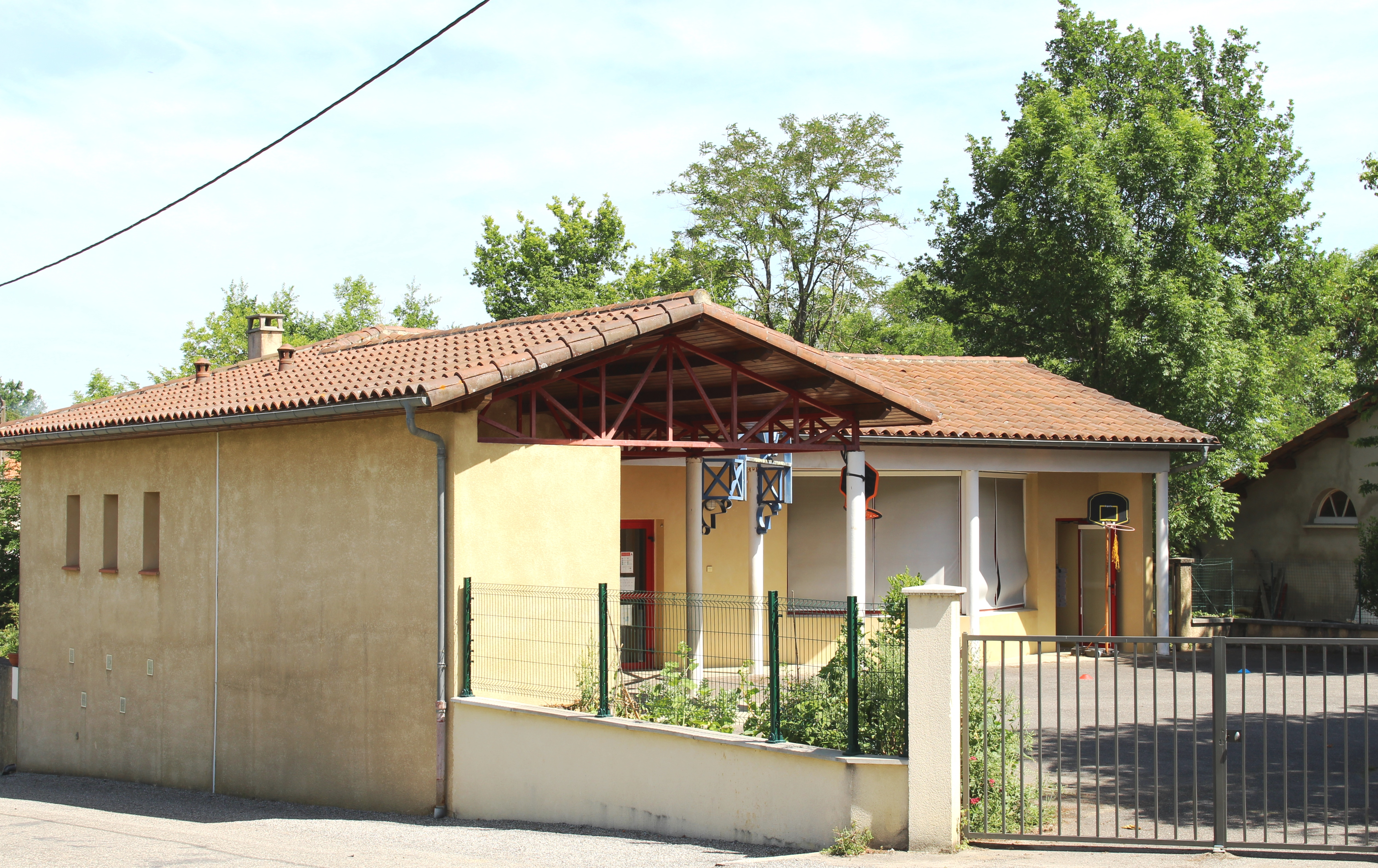
Schulgebäude

### Bildung
Die Gemeinde verfügt über eine Grundschule mit 23 Schülerinnen und Schülern im Schuljahr 2019/20.

### Verkehr
Peyrun ist über die Routes départementales 27 und 45 erreichbar.